# Jonatan Giráldez
Jonatan Giráldez, né le 27 novembre 1991, est un entraîneur de football espagnol. Il rejoint l'équipe féminine du FC Barcelone en tant qu'entraîneur adjoint et est promu en juillet 2021. En tant qu'entraîneur principal, il mène le FC Barcelone à un triplé national lors de la saison 2021-2022 et à un triplé continental lors des saisons 2022-2023 et 2023-2024. Bien qu'originaire de Galice, il a passé toute sa carrière, y compris dans l'analyse sportive, en Catalogne.

## Biographie

### Avant la carrière d'entraîneur
Jonatan Giráldez Costas naît le 27 novembre 1991 à Vigo, Galice, en Espagne. En grandissant, il joue au football dans les clubs locaux de Sárdoma, Coruxo et Areosa, mais tout jeune, il se dit qu'il serait meilleur en tant qu'entraîneur. Après avoir étudié les sciences du sport à Pontevedra, il s'installe à Barcelone en 2012 pour étudier l'éducation sportive. Dans ses premières années en Catalogne, il est commentateur de matchs.

### Carrière d'entraîneur
Les premiers postes de Giráldez sont ceux d'entraîneur et d'analyste sportif pour le RCD Espanyol Cantera et les sections jeunesse de l'équipe nationale féminine de football de Catalogne. Il devient ensuite entraîneur de l'équipe nationale de football de Catalogne des moins de 12 ans, son premier rôle d'entraîneur. En 2019, il rejoint l'équipe d'entraîneurs de Lluís Cortés au FC Barcelona Femení, à la suite du limogeage de Fran Sánchez. Passant trois ans en tant qu'assistant technique, Giráldez occupe alors un rôle de plus en plus important dans la préparation et la stratégie de jeu,. L'équipe atteint la finale de la Ligue des Champions féminine de l'UEFA, et remporte la plupart des titres nationaux à cette époque. La saison 2020-21, au cours de laquelle ils remportent le triplé continental, est considérée comme l'une des meilleures de l'histoire. À la fin de cette saison, Cortés quitte son poste d'entraîneur en chef. Le départ de Cortés est plutôt inhabituel en raison du succès monumental et croissant de l'équipe mais il a été rapporté qu'il y avait des relations fracturées entre lui et certaines joueuses, toutes les parties trouvant bénéfique de faire ce changement. Deux jours plus tard, Giráldez est officiellement annoncé pour prendre la relève, initialement avec un contrat d'un an,. Son premier match à la tête du club, un match amical de pré-saison, a vu Barcelone battre Elche 17-0.
Pour sa première saison à la tête de l'équipe, la saison 2021-2022, Giráldez remporte le prix du meilleur entraîneur lors du gala des Marca Women's Sports Awards,. Au début de la saison 2022-23, le contrat de Giráldez est renouvelé jusqu'à la fin de la saison 2023-24, et le 5 mars 2023, Barcelone dispute son 50e match de championnat sous Giráldez : en battant Villarreal 5-0, l'équipe remporte également sa 50e victoire consécutive en championnat sous Giráldez, un bilan parfait pour l'entraîneur,.
Le 2 juin 2025, il est nommé entraîneur de l'OL Lyonnes, pour un contrat de trois ans. Giráldez déploie dès ses premiers entrainements sa philosophie axée sur la communication et la circulation du ballon.

## Vie privée
Giráldez est marié et a eu un fils en 2023,.

## Bilan d'entraîneur
En tant qu'entraîneur principal
| Saison                                   | Équipe               | Ligue             | Ligue | Ligue | Ligue | Ligue | Ligue | Ligue        | Ligue          | Ligue        | Ligue  | Coupe de la Fédération | Coupe de la Fédération | Coupe de la Fédération | Coupe de la Fédération | Coupe de la Fédération | Coupe de la Fédération | Coupe de la Fédération | Coupe de la Fédération | Coupe de la Ligue    | Coupe de la Ligue | Coupe de la Ligue | Coupe de la Ligue | Coupe de la Ligue | Coupe de la Ligue | Coupe de la Ligue | Coupe de la Ligue | Europe                                 | Europe | Europe | Europe | Europe | Europe | Europe       | Europe         |
| Saison                                   | Équipe               | Division          | Pos   | M     | V     | N     | D     | Buts marqués | Buts encaissés | Différentiel | Points | Coupe                  | Pos                    | M                      | V                      | N                      | D                      | Buts marqués           | Buts encaissés         | Coupe                | Pos               | M                 | V                 | N                 | D                 | Buts marqués      | Buts encaissés    | Coupe                                  | Pos    | M      | V      | N      | D      | Buts marqués | Buts encaissés |
| 2021-2022                                | FC Barcelone Féminin | Première Division | 1     | 30    | 30    | 0     | 0     | 159          | 11             | +148         | 90     | Coupe de la Reine      | 1                      | 4                      | 4                      | 0                      | 0                      | 16                     | 2                      | Supercoupe d'Espagne | 1                 | 2                 | 2                 | 0                 | 0                 | 8                 | 0                 | Ligue des champions féminine de l'UEFA | 2      | 11     | 9      | 0      | 2      | 38           | 10             |
| 2022-23                                  | FC Barcelone Féminin | Liga F            | 1     | 30    | 28    | 1     | 1     | 118          | dix            | +108         | 85     | Coupe de la Reine      | QD                     | 1                      | 1                      | 0                      | 0                      | 9                      | 0                      | Supercoupe d'Espagne | 1                 | 2                 | 2                 | 0                 | 0                 | 6                 | 1                 | Ligue des champions féminine de l'UEFA | 1      | 11     | 9      | 1      | 1      | 40           | 10             |
| 2023-2024                                | FC Barcelone Féminin | Liga F            | 1     | 10    | 10    | 0     | 0     | 43           | 2              | +41          | 30     | Coupe de la Reine      |                        |                        |                        |                        |                        |                        |                        | Supercoupe d'Espagne |                   |                   |                   |                   |                   |                   |                   | Ligue des champions féminine de l'UEFA | GS     | 2      | 2      | 0      | 0      | 8            | 1              |
| Dernière mise à jour le 29 novembre 2023 |                      |                   |       |       |       |       |       |              |                |              |        |                        |                        |                        |                        |                        |                        |                        |                        |                      |                   |                   |                   |                   |                   |                   |                   |                                        |        |        |        |        |        |              |                |

## Palmarès

### Entraîneur
Barcelone Féminine
- Primera División : 2021-22, 2022-23, 2023-24
- Coupe de la Reine : 2021–22, 2023-24
- Ligue des champions : 2022-2023 [21],  2023-2024
- Supercoupe d'Espagne : 2021-22, 2022-23, 2023-24